# Château de Copertino
Le château de Copertino, est une forteresse médiévale située dans la commune de Copertino, province de Lecce dans les Pouilles,.
Depuis décembre 2014, le Ministère des Biens et des Activités culturelles le gère à travers le Centre des Musées des Pouilles, devenu en décembre 2019 la Direction Régionale des Musées et sa rénovation a eu lieu en 2017-2018.

## Historique
L'aspect actuel de la forteresse est dû à une rénovation du XVIe siècle réalisée par l'architecte militaire Evangelista Menga (it). Les travaux achevés en 1540, étaient pour Alfonso Castriota de la famille Branai (Granai) Castriota (descendant de Comte Vrana) pour sa nièce Maria, épouse de son fils Antonio, comme on le lit encore aujourd'hui sur la courtine orientale de la forteresse : 

« pater patruus et socer (père, oncle et beau-père). »

En réalité, le premier noyau de la fortification devrait remonter entre les XIIIe et XIVe siècles, comme le montre la forme de la haute et élancée tour quadrangulaire. Il passa ensuite, comme en témoignent les armoiries sur la façade du donjon, à Ladislas d'Anjou-Durazzo, en 1419 son épouse, Marie d'Enghien, le donna en dot à sa fille de son premier mariage, Caterina di Taranto (it), qui épousa Tristan de Clermont-Lodève. La nièce de Catherine, Isabelle des Baux, apporta à son tour le château en dot à son mari Frédéric Ier d'Aragon qui fit don de la ville de Copertino et aussi du château.

## Description

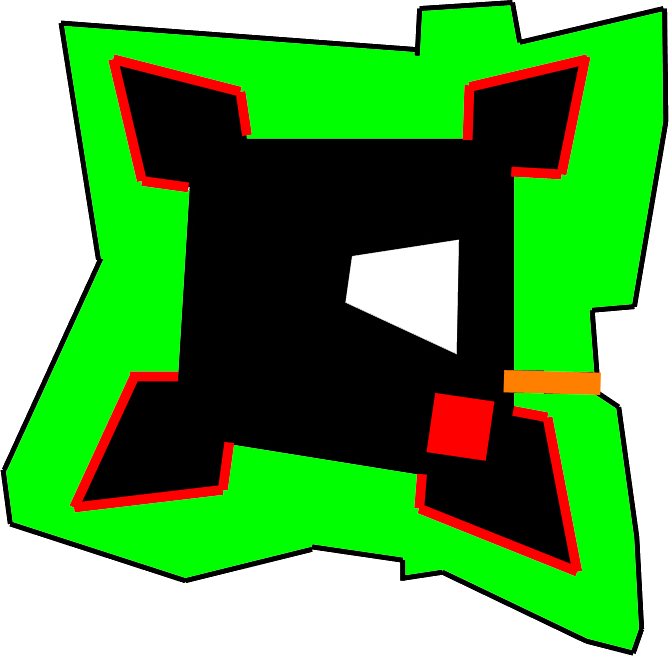
Plan du château.

Le château de Copertino se développe autour d'une cour de forme carrée, et possède autant de bastions en forme de lance aux quatre coins. La structure a la forme classique en étoile des fortifications du XVIe siècle, même si le noyau le plus ancien devrait remonter aux XIIIe et XIVe siècles, à l'époque normande. La haute et élancée tour quadrangulaire, de forme similaire à la tour du château de Lecce ou à la tour de Leverano, devrait remonter à cette époque.

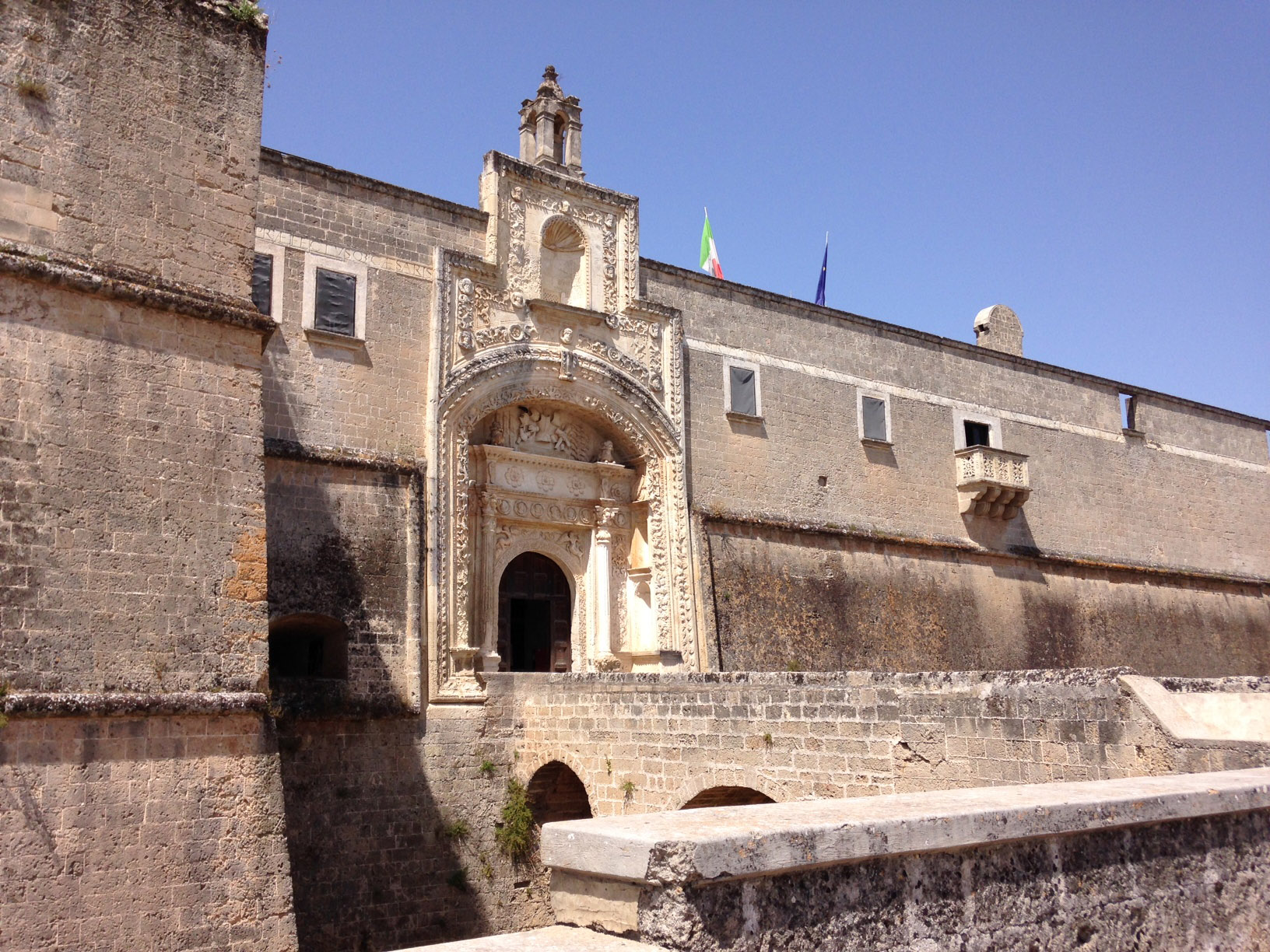
L'entrée du château.

Aujourd'hui encore, le donjon est entouré de douves sur tout son périmètre. On accède actuellement au château par un pont en pierre, qui n'existait pas à l'époque où le château avait encore une fonction défensive. Le portail d'accès, de style catalan-durrës, est décoré de figures monstrueuses et végétales, avec des motifs liés à la guerre et des pièces d'armes et d'armures, une décoration bien adaptée à la nature même de l'édifice.
Dans la cour intérieure se trouvent d'énormes tunnels reliant les bastions, pour être mieux défendus en cas d'attaques. À gauche se dresse le portique Pinelli-Pignatelli. À droite se trouve la chapelle Saint-Marc, entièrement peinte à fresque par le peintre maniériste Gianserio Strafella (it) au nom de la famille génoise Squarciafico, qui avait acheté le château en 1557. À l'intérieur, dans les quartiers résidentiels du XVIe siècle, se trouve la chapelle noble dédiée à Marie Madeleine, avec des fresques du XVe siècle, découvertes lors des travaux de restauration.
En 1886, le château fut déclaré monument national et soumis en 1955 au règlement de protection.

## Galerie

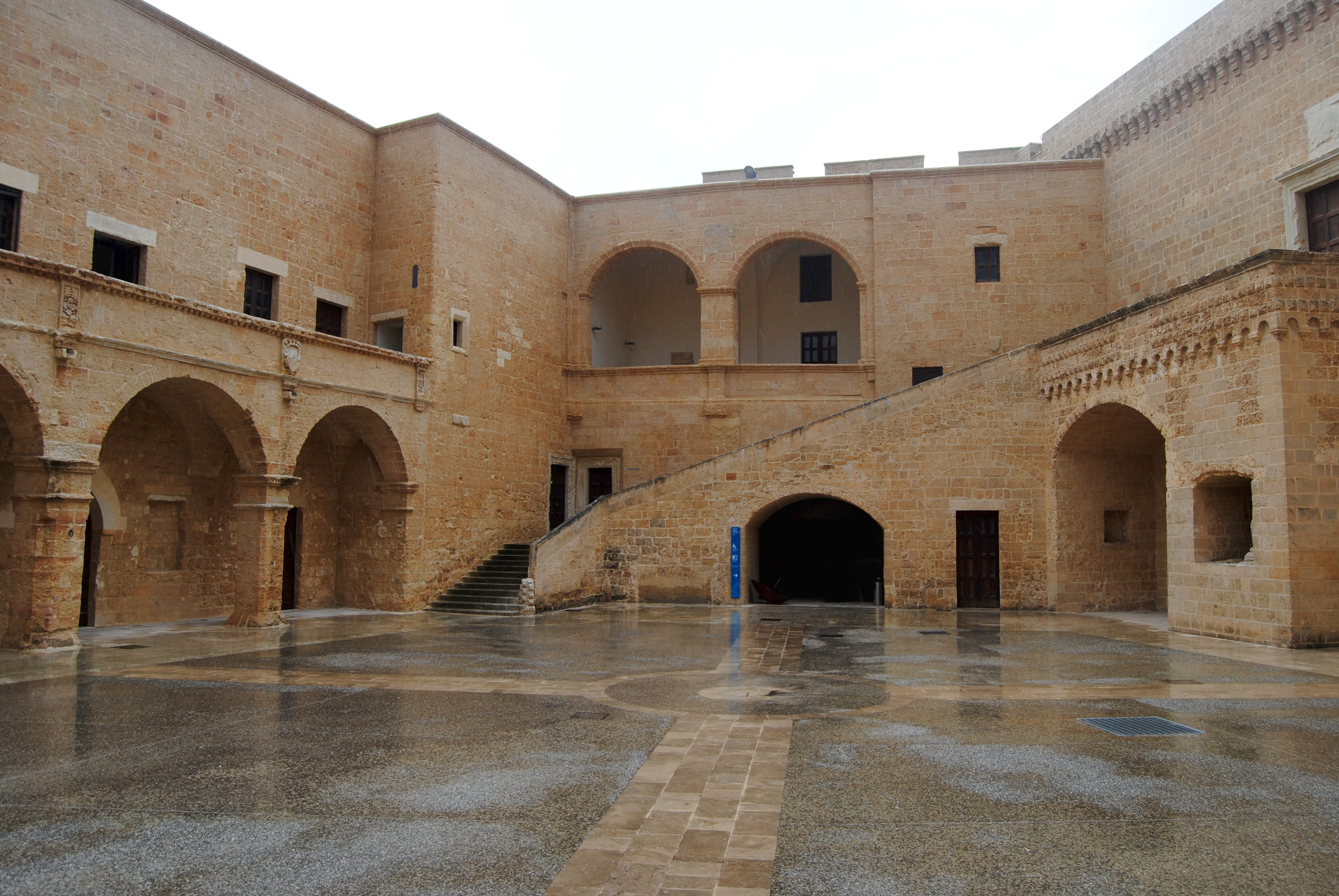
La cour intérieure.
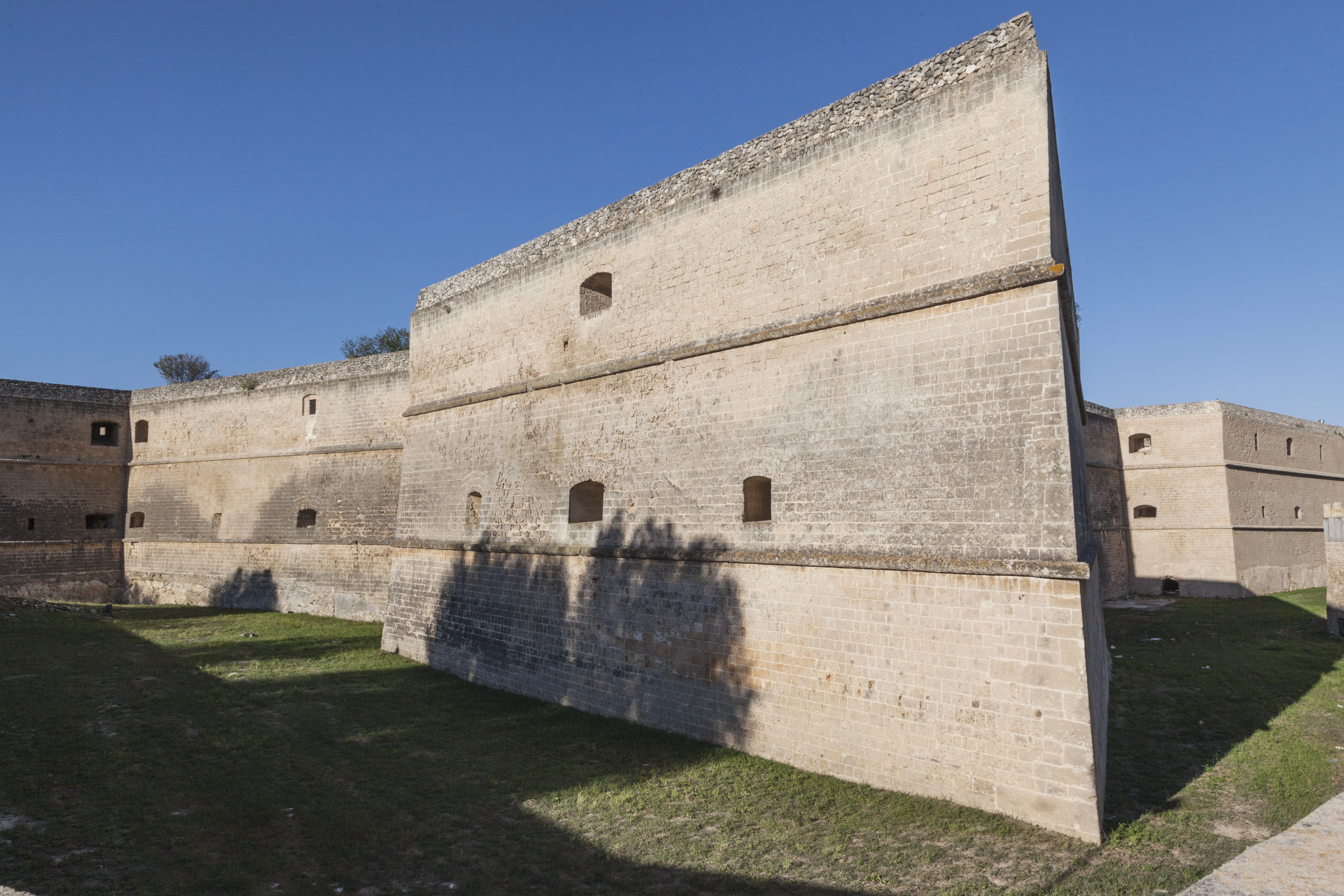
Un bastion d'angle.